# یوئنسو ۱۵۲۴
سیارک ۱۵۲۴ (به انگلیسی: 1524 Joensuu، نامگذاری:1939SB) هزار و پانصد و بیست و چهارمین سیارک کشف شده‌است که در ۱۸ سپتامبر ۱۹۳۹ کشف شد.
قدر مطلق سیارک برابر ۱۰٫۸۰ است.